# 大足鼠耳蝠
大足鼠耳蝠（学名：Myotis ricketti），又名大腳鼠耳蝠，是鼠耳蝠的一種，現有分佈於中國及越南。牠們一般住在溪流及其他淡水濕地附近的山洞裏面。牠們群居，有時甚至與其他品種的鼠耳蝠一起住。牠們的腳部特別大，因而得名。牠們雖然主要吃昆蟲，但在香港也有吃魚的紀錄，並在牠們的糞便中發現魚鱗；2000年后，在蓟县独乐寺也发现了以鱼为主食的大足鼠耳蝠。

## 資料來源
- Chiroptera Specialist Group 1996，2007年7月19日參閱
- 《香港陸上哺乳動物圖鑑》

1. ↑  . 央视网.   [2013-08-25]. （原始内容存档于2021-01-18）.